# Minmosze (főpap)
Minmosze ("Min gyermeke") ókori egyiptomi pap volt, Anhur főpapja II. Ramszesz uralkodása alatt.
Apja, Hori szintén Anhur főpapja volt, anyja neve Inti. Befolyásos családhoz tartozott; sógora Észak vezírje, I. Paréhotep volt. Felesége Buia, más néven Hatniszu volt, lányuk, Hunero II. Paréhotep vezírhez ment feleségül.
Minmosze apját, Horit követte Su és Tefnut kamarásának, valamint Anhur főpapjának pozíciójában. Az isten kultuszközpontja Thiniszben volt. Hori előtt Nebwenenef töltötte be a főpapi posztot, amit akkor kapott meg Hori, amikor Nebwenenefet kinevezték Ámon főpapjává. Minmoszét Abüdoszban temették el. Anhurmosze követte a főpapi székben.

## Említései
- Gránitszobor szisztrummal (Kairó, CGC 1203)[3] Minmoszét Anhur főpapjaként, Hori és Inti fiaként említik.
- Szobrocska, Brightoni Művészeti Galéria és Múzeum[3][4]
- Fekete gránit áldozati asztal Meseikhből[3](Kairó CGC 23095). A felirat említi Minmosze feleségét és szüleit.
- Abüdoszi sírkápolna[3]
- Minmosze usébtijei Abüdoszból.[3] A szöveg említi feleségét, Hatniszut, valamint egy meg nem nevezett fiát, aki Anhur második prófétájaként szolgált.
- Bazaltszobrocska Abüdoszból[3] (két töredék). Szerepel rajta Minmosze, Anhur főpapjának neve.
- Paréhotep vezír votív tálkája[3]'
- Áldozati ételek edénytöredékei „Ozirisz sírjából”.[3] Minmoszét Anhur főpapjaként és Maat papjaként említik.A szövegben apja, Hori neve is szerepel.
- Gránit kockaszobor Meseikhből[3] (Kairó CGC 548) Minmosze itt legyezőhordozói címet visel. A szobor elején oroszlánfejű istennő ábrázolása.

## Fordítás
- Ez a szócikk részben vagy egészben  a   Minmose (High Priest) című angol Wikipédia-szócikk ezen változatának fordításán alapul.  Az eredeti cikk szerkesztőit annak laptörténete sorolja fel. Ez a jelzés csupán a megfogalmazás eredetét és a szerzői jogokat jelzi, nem szolgál a cikkben szereplő információk forrásmegjelöléseként.